# Хиронимус, Хольгер
Хольгер Хиронимус (нем. Holger Hieronymus; 22 февраля 1959, Гамбург) — немецкий футболист, защитник. Выступал за сборную ФРГ.

## Карьера
Хольгер Хиронимус родился в 1959 году в Гамбурге. Там же он начал играть в футбол и в возрасте 19 лет он подписал контракт с местным «Санкт-Паули». Хиронимус провёл в этом клубе один сезон, после которого он перешёл в «Гамбург».
Он провёл в этом клубе более 100 игр, в которых сумел забить 7 голов. Однако в марте 1984 года в матче против «Вальдхофа» он получает серьёзную травму, из-за которой он вынужден завершить свою карьеру.
После неожиданного завершения карьеры он создал свой спортивный центр, а позже совместно с Дитмаром Якобсом открыл спортивный реабилитационный центр. Также он занимал различные руководящие должности в «Гамбурге», а также в немецкой Бундеслиге.

## Сборная
Хольгер Хиронимус с 1981 по 1982 годы вызывался в состав сборной Германии. Он также был в заявке сборной на чемпионате мира 1982 года, но ни разу не вышел на поле.